# ساموئل پاپارو
ساموئل پاپارو (انگلیسی: Samuel Paparo؛ زادهٔ ۱۹۶۴) ادمیرال نیروی دریایی ایالات متحده آمریکا است، که از مه ۲۰۲۴ فرماندهی اقیانوس هند-آرام ایالات متحده آمریکا را برعهده دارد.
پاپارو فعالیت نظامی را از سال ۱۹۸۷ در نیروی دریایی آمریکا آغاز کرد، از ۲۰۱۱ تا ۲۰۱۲ فرمانده لشکر ۷ حامل هوایی بود، از ۲۰۱۷ تا ۲۰۱۸ فرماندهی ناوگروه ۱۰ ضربت را برعهده داشت، در فاصله سال‌های ۲۰۱۸ تا ۲۰۲۰ به‌عنوان مدیر عملیات فرماندهی مرکزی ایالات متحده آمریکا فعالیت می‌کرد، از ۲۰۲۰ تا ۲۰۲۱ فرمانده ستاد فرماندهی مرکزی نیروی دریایی ایالات متحده آمریکا و فرمانده ناوگان پنجم نیروی دریایی ایالات متحده آمریکا بود و از ۲۰۲۱ تا ۲۰۲۴ فرماندهی ناوگان اقیانوس آرام ایالات متحده را برعهده داشت.